# Mikhaïl Nesterov
Pour les articles homonymes, voir Nesterov.
Mikhaïl Vassilievitch Nesterov (en russe : Михаил Васильевич Нестеров), né le 19 mai 1862 (31 mai dans le calendrier grégorien) à Oufa et mort le 18 octobre 1942 à Moscou, est un peintre russe représentant majeur du courant du symbolisme religieux en Russie.

## Biographie

### Jeunesse
Mikhaïl Nesterov naquit dans une famille de négociants aisés et cultivés d'Oufa et reçut une éducation orthodoxe et patriarcale. Sa mère, née Maria Mikhaïlovna Rostovtsova (1823-1894), venait d'une famille de marchands fortunés d'Ielets (dans l'actuel oblast de Lipetsk), son père Vassili Ivanovitch Nesterov (1818-1904) était propriétaire d'une manufacture et d'un magasin de mercerie. Le jeune Mikhaïl, élève au lycée de garçons d'Oufa, était plutôt porté vers la littérature et l'étude de l'histoire ; il rencontra toujours soutien et compréhension de la part de sa famille. Il avait aussi dès son jeune âge l'amour de la nature et des traditions populaires russes.
À l'automne 1874, il quitta Oufa pour Moscou, afin de passer un examen d'admission dans un institut universitaire technique, mais il échoua et entra à l'Institut Voskressensky. Au bout de trois ans, Nesterov entra à l'École de peinture, de sculpture et d'architecture de Moscou (fondée en 1832 par Makovsky), où il étudia auprès d'Eugraphe Sorokine, Illarion Prianichnikov, Alexeï Savrassov et Vassili Perov. Ce dernier devint un ami fidèle qui le soutiendra dans ses débuts.

### Débuts de carrière

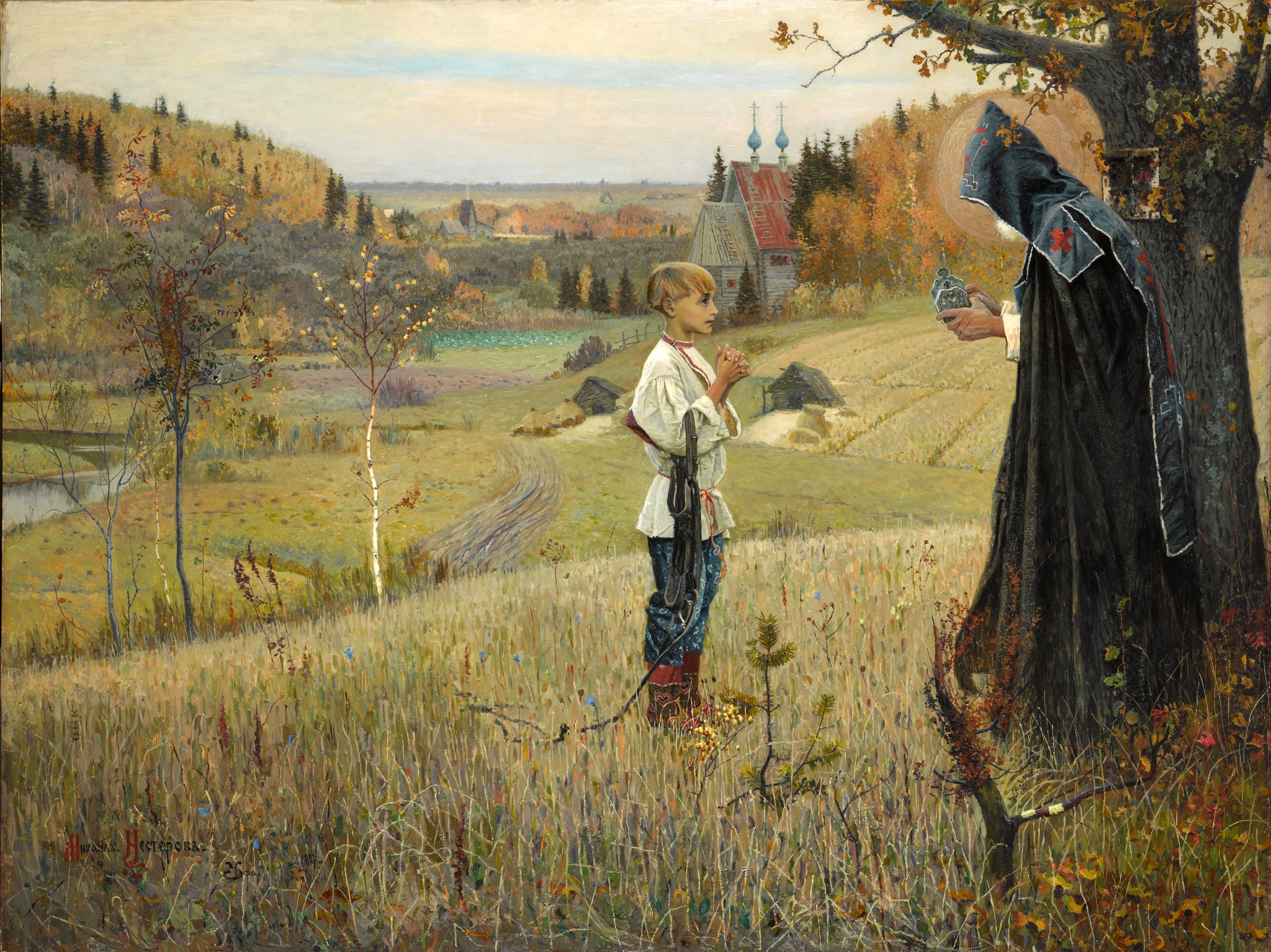
La Vision du jeune Bartholomée, Moscou, Galerie Tretiakov.

À partir de 1879, Nesterov participa aux expositions organisées par l'École. Parmi les œuvres de cette époque (1879-1884), on peut noter Bataille de boules de neige, En attendant le train, La Victime de l'ami, Assignation à domicile, L'Examen dans l'école du village qui appartiennent au style des Ambulants.
En 1881, Nesterov déménage à Saint-Pétersbourg pour étudier à l'Académie impériale des beaux-arts, au cours de Pavel Tchistiakov. Néanmoins, Nesterov est déçu par l'atmosphère de la capitale et retourne à Moscou en 1882. Il peint le portrait de son cher Perov, avant sa mort. Ensuite, il suit les cours d'Alexis Savrassov et de Vladimir Makovsky à l'École de peinture de Moscou, avec une interruption de quelques mois à Oufa, où il fait la connaissance de sa future femme. À cette époque, il peint des tableaux de genre ou des scènes historiques, comme L'Arrivée de l'ambassadeur, La Mort de Dimitri l'Imposteur, Rassemblement devant une église de Moscou en flammes, Le Boyard Morozov et Ivan le Terrible. En 1885, pour son tableau L'Appel à Michel Romanov au trône de Russie, il est reçu comme peintre libre. Il se fait une réputation de peintre de scènes historiques (souvent de l'époque pré-impériale d'avant Pierre le Grand), d'illustrateurs de livres et de revues. On remarque Rencontre du tzar Alexis avec la princesse Miloslavskaïa, Pèlerinage à pied du souverain au XVIIe siècle, Procession nuptiale au XVIIe siècle.
Il se marie à l'été 1885 avec Maria Ivanovna Martynovskaïa contre l'avis de ses parents et, l'année suivante, sa fille Olga naît, causant la mort de la jeune épouse. On retrouve les traits de la défunte dans des œuvres postérieures, comme La Fille du tzar, ou La Promise au Christ.

### À partir de 1886

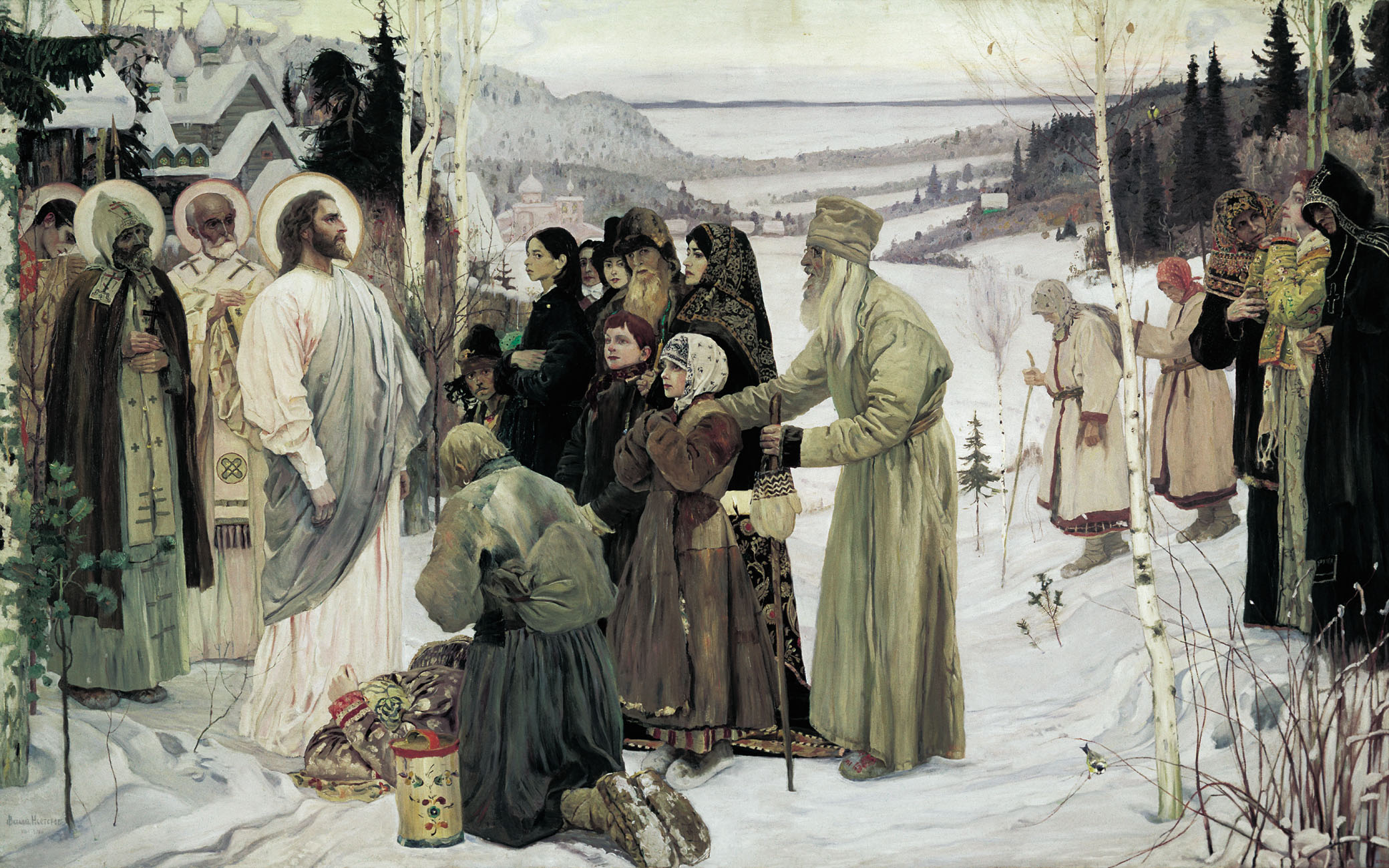
La Sainte Rus'
Musée Russe, Saint-Pétersbourg

Commence alors une période plus méditative pour Nesterov qui peint des paysages russes. Son amour de la nature russe avec ses bouleaux, ses conifères typiques des forêts et des plaines de Russie et ses rivières argentées est visible dans les travaux de cette période. On parle dès lors de « paysage nestérovien ». Il se fait remarquer à la XVIIe exposition des Ambulants fin 1888. En 1889, il voyage en Autriche, en Italie, en France et en Allemagne. L'année suivante, il commence à peindre un cycle d'œuvres sur la vie de saint Serge de Radonège qu'il inaugure par La Vision du jeune Bartholomée (Galerie Tretiakov). Ce tableau fera sensation chez les Ambulants, dont Nesterov fera totalement partie quelques années plus tard, fréquentant comme eux Abramtsevo à côté de Moscou.
- 1889,  L’Ermite, Moscou, Galerie Tretiakov

En 1890, Nesterov est invité à Kiev par le professeur Prakhov à participer aux travaux de l'église Saint-Vladimir. Pendant 22 ans, Nesterov se consacre à de grandes fresques et tableaux religieux qui feront de lui le fondateur du symbolisme russe en peinture. Il voyage à Rome, Palerme, Ravenne et Constantinople, dont les œuvres d'art auront une grande influence sur ses propres travaux. À partir de 1898, il décore entièrement la chapelle du grand-duc Georges, frère cadet de l'empereur Nicolas II, qui, étant tuberculeux, vivait dans un village montagneux de Géorgie. Dix ans plus tard, il peint les fresques et l'iconostase de l'église conventuelle de l'Intercession du couvent des Saintes-Marthe-et-Marie, fondé par la grande-duchesse Elisabeth, sœur de l'impératrice Alexandra.
En 1901, il se rend au monastère Solovetski, au bord de la mer Blanche, afin de mieux s'approcher du monde de l'ancienne Russie. Il peint alors plusieurs tableaux d'inspiration religieuse. L'un des plus connus est La Sainte Russie (1901-1906). Il épouse alors Elena Vassilieva et entre en 1905 à l'Union du peuple russe, d'inspiration traditionaliste qui soutenait en art les courants néo-populaires traversant aussi l'Europe, en particulier l'Europe du Nord et l'Europe centrale. Nesterov montre le petit peuple russe s'approchant du Christ au milieu de magnifiques paysages, ou bien dépeint des scènes de l'histoire russe avec ses boyards et ses palais chamarrés.

### Après 1917

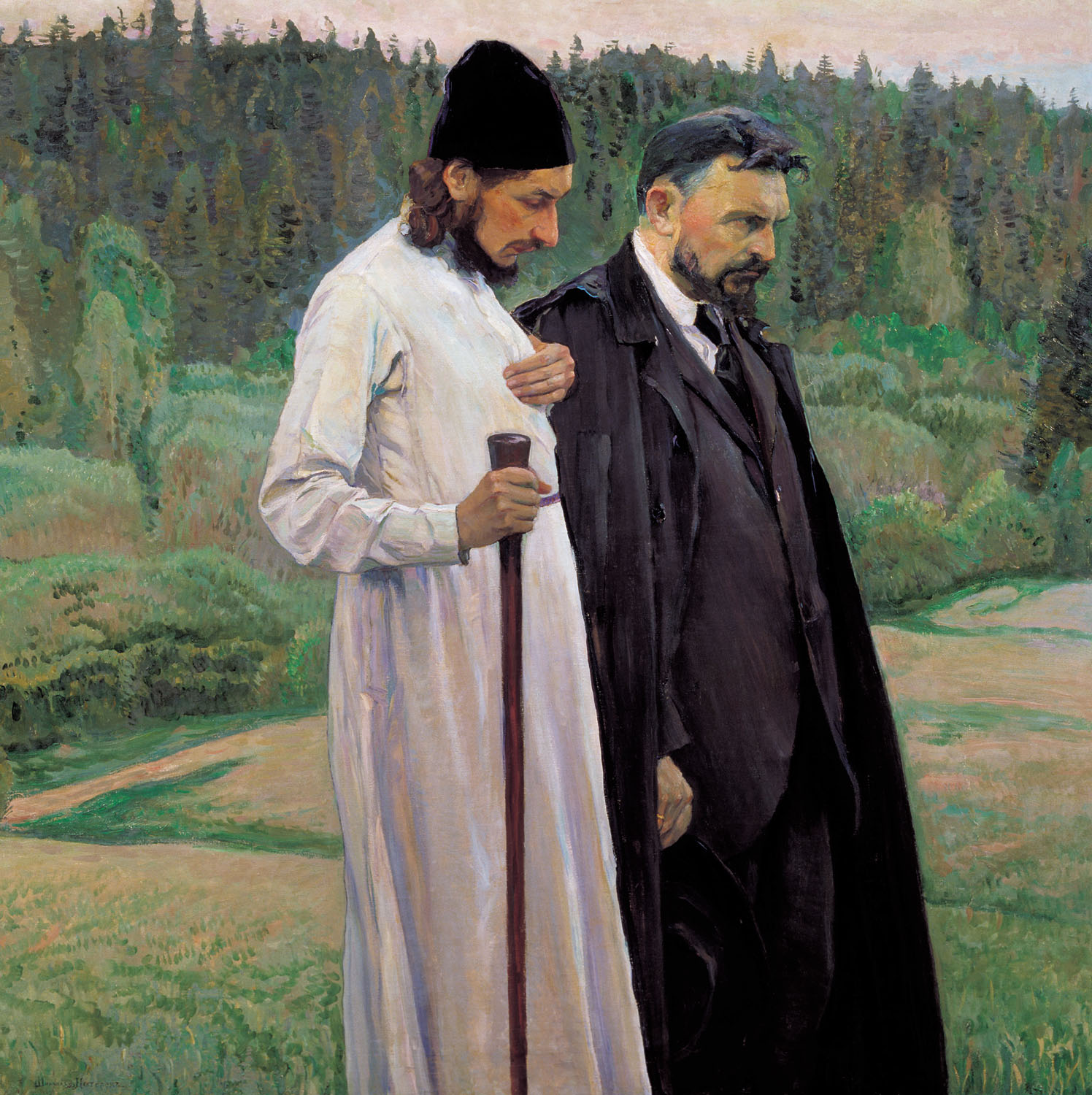
Les philosophes (Paul Florensky et Sergueï Boulgakov), 1917, huile sur toile, Moscou, Galerie Tretiakov.

À la révolution, Nesterov a 55 ans et il est étranger à son esprit. Profondément orthodoxe, il est choqué par ses débordements. Il part dans le Caucase pendant la guerre civile et ne revient à Moscou qu'en 1920. L'une de ses dernières œuvres monumentales avait été En Russie. L'Âme du peuple  (1914-1915) qui illustre le précepte évangélique :« Si vous ne devenez pas comme ces enfants, vous n'entrerez pas au Royaume des Cieux » (Math. 18,3), et où il peint son propre fils Alexis au milieu de la foule.
Désormais le peintre se consacre avant tout aux portraits. Il avait déjà peint au début du siècle des portraits de Léon Tolstoï, de sa femme, de sa fille Olga (L'Amazone), peinte aussi en 1900 par Alexandre Mourachko, il développe après la révolution sa carrière de portraitiste dans un monde transformé, s'attachant à peindre ses amis proches ou des intellectuels contemporains : Ivan Iline (1863-1954), philosophe qui émigra en 1923, le professeur Ivan Pavlov (1849-1936), la cantatrice Xenia Derjinskaïa (1889-1951), l'architecte Chtchoussev, Jan Stanislawski, paysagiste polonais que Nesterov surnommait « Le Levitan russe », le sculpteur Ivan Chadr (1887-1941), Le Métropolite Antoni etc. Dans les dernières années de sa vie, il écrit ses Mémoires qui rencontrèrent un certain succès une fois publiés.
- 1928, Autoportrait, Moscou, Galerie Tretiakov.

En 1938, il est arrêté et passe deux semaines en détention à la prison de la Boutyrka. Son gendre, l'avocat Viktor Schroeter (ru), et sa fille sont victimes des purges staliniennes. Le premier est accusé d'espionnage et fusillé tandis que la seconde est envoyée dans un camp de concentration à Djamboul, dont elle revient boiteuse en 1941.
Il meurt en pleine guerre à Moscou en 1942 et est enterré au couvent de Novodievitchi.